# ロシア (小惑星)
ロシア (232 Russia) は、小惑星帯に位置する大きな小惑星の一つで、C型小惑星に分類される。
1883年1月31日にオーストリアの天文学者、ヨハン・パリサがウィーンで発見し、ロシア帝国にちなんで命名された。